# Hail to England
Hail to England è il terzo album del gruppo musicale epic metal statunitense Manowar, uno dei migliori lavori dell'era classica della band.

## Il disco
Inciso in soli sei giorni, è un tributo alla nazione inglese resole dalla band in seguito alla cancellazione del tour ivi previsto. Il lavoro riscosse un buon successo in Inghilterra, tanto da raggiungere l'83ª posizione nelle classifiche del paese. Il tour seguito alla pubblicazione dell'album, che prevedeva diverse tappe inglesi, vedeva inizialmente i Manowar come gruppo di supporto ai Mercyful Fate, ma l'acclamazione loro riservata dal pubblico all'entrata in scena rese necessaria la ripianificazione dello stesso, dando così il via ad un tour indipendente.

## Tracce
1. Blood of My Enemies - 4:12 (Joey DeMaio)
2. Each Dawn I Die - 4:17 (Joey DeMaio; Ross the Boss)
3. Kill with Power - 3:56 (Joey DeMaio)
4. Hail to England - 4:23 (Joey DeMaio)
5. Army of the Immortals - 4:24 (Joey DeMaio; Ross the Boss)
6. Black Arrows (Strumentale) - 3:05 (Joey DeMaio)
7. Bridge of Death - 8:57 (Joey DeMaio)

## Formazione
- Eric Adams - voce
- Ross the Boss - chitarra
- Joey DeMaio - basso
- Scott Columbus - batteria